# 顧悌
顧悌（?—?），中国三国時代孙吴人物，字子通。揚州刺史部吴郡吴县（今江苏省苏州市）人。顧雍同族。

## 生平
顧悌性格孝悌廉正，在故乡聞名。十五岁为郡吏，授郎中。其後，升到偏将軍。顧悌与朱据一起向孙权说要分明嫡庶，朝廷为之震惊。顧悌对待妻子礼貌有則。经常深夜入内，凌晨起床离开，很少与妻子会面。一次，顧悌病重，妻子看望他，顧悌让人扶起自己，端正頭巾起身应对。让妻子先回去。当時人称赞他作为丈夫操行高洁。
顧悌的父亲顾向任县令，顾悌收到了父亲的信，整理好衣服，跪拜流泪读信。信读一句，说一句应諾，看完后，又拜信。之後，得到父亲得病的信，对着信流泪。父亲死後，顧悌五天不飲水。常在墙壁上画棺柩，立在神座下，看到就哭泣。服喪期間没有结束就去世了。

## 後代

### 子輩
- 顧彦
- 顧禮
- 顧謙，字公讓，陸機姊夫。顧覬之之高祖父。
- 顧祕，字公真，東晉交州刺史。

### 孫輩
- 顧眾，字長始，顧祕之子，東晉尚書僕射。